# Manuel Abad Yllana
Manuel Abad Yllana (Rubialejos, Valladolid 1717-Arequipa 1780) fue un religioso español, obispo de Córdoba del Tucumán y de Arequipa.

## Biografía
A temprana edad ingresó como novicio en la Orden de San Norberto; cursó estudios de Teología en la Universidad de Salamanca, en la cual optó grado de doctor y regentó varias cátedras (Leyes, Artes, Teología y Moral); y en el monasterio que su orden tenía establecido en Valladolid fue abad durante tres periodos, maestro general, definidor vicario general y cronista. 
Reconocidas sus dotes personales, mereció ser presentado para gobernara la diócesis de Tucumán (1762), por nombramiento de Carlos III. Lo consagró, en Santa Fe de Corrientes, el obispo de Paraguay, Manuel Antonio de la Torre (2 de septiembre de 1764); desde aquella sede fue promovido al obispado de Arequipa (1771).
Tomó posesión de esta diócesis el 13 de mayo de 1772. Fomentó el culto mariano en la advocación que se veneraba en el vecino pueblo de Cayma; erigió en Moquegua el Colegio de Propaganda Fide, con la ambición de propagar el evangelio entre los indígenas del interior y de las islas oceánicas; erigió numerosos curatos para atender a los pueblos que antes estuvieron atendidos por jesuitas y donó la casa que ocupara en la ciudad para establecer un Hospicio de Agonizantes (23 de noviembre de 1779). Su conducta humilde y caritativa le granjeó fama de santo. Murió el 1 de febrero de 1780.

## Publicaciones
- Varones ilustres de la religión premonstratense (Salamanca, 1755-1758).
- Carta pastoral ... con ocasión del jubileo del Año santo concedido por Pío VI (1777).
- Novena a María Santísima... bajo la advocación de la Candelaria o Purificación en la iglesia parroquial y santuario del pueblo de Cayma (1791).